# Cis diabolicus
Cis diabolicus es una especie de coleóptero de la familia Ciidae.

## Distribución geográfica
Se encuentra en Colombia.